# キニチ・ハナーブ・パカル1世

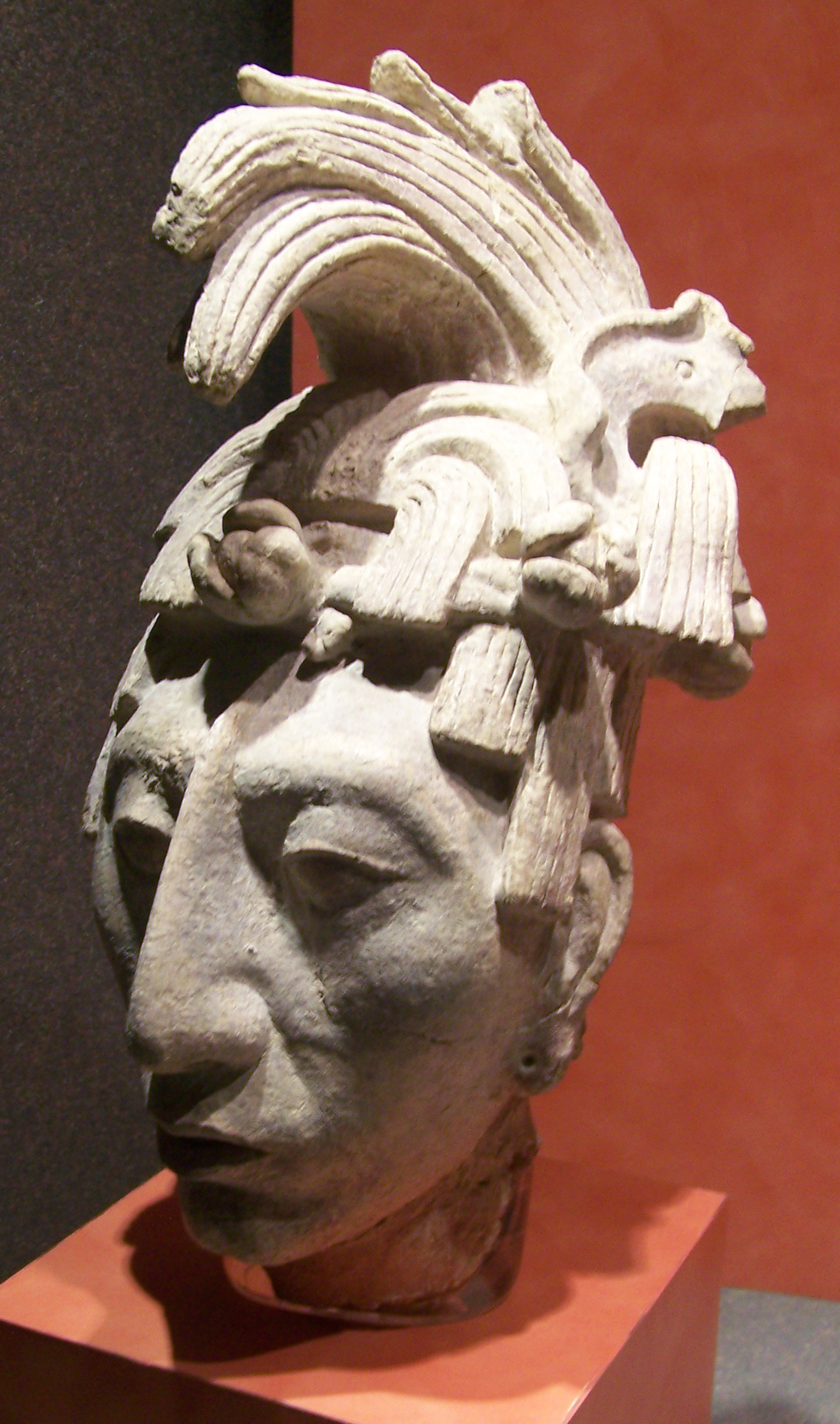
墓室から発見されたパカルの漆喰の像

キニチ・ハナーブ・パカル1世（K'inich Janaab' Pakal I、603年 - 683年）は、古典期後期のマヤの都市であるパレンケの王で、パレンケを大国に成長させ、また盛んに建築を行った。1952年に王の墓室が発見された。
パレンケには同名の支配者がもう一人いるので、「1世」をつけて呼ばれる。略してパカル大王とも呼ばれる。
名前のキニチは「偉大な太陽」、ハナーブは不明、パカルは「盾」を意味する。

## 生涯

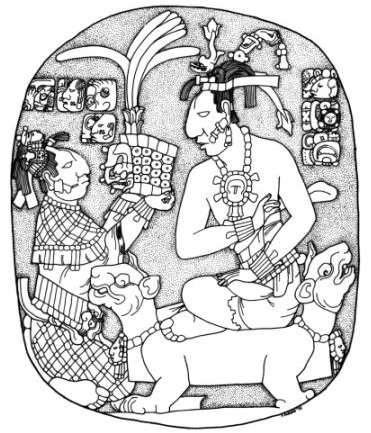
母のサク・ククから王冠を授かるパカル

キニチ・ハナーブ・パカル1世は603年に生まれた。当時のパレンケはたびたび他国からの侵略を受けており、611年には当時の超大国であったカラクムルに略奪されている。
615年に12歳で即位し、80歳で没するまでの68年間にわたってパレンケを統治した。治世の詳細は不明だが、それまで小国だったパレンケは、パカルが没するころまでに安定した強力な国に成長していた。
治世の初期には東のポモナや西のコマルカルコを破ることでパレンケを安定させた。659年には遠く離れたティカルの王ヌーン・ウホル・チャークがパレンケを訪れている。目的は明らかでないが、共通の敵であるカラクムルに対抗するためかもしれないという。
パカルはまた大規模な建築を行ったことで知られる。宮殿の家E、B、C、A、Dを造り（AとDは没後かもしれないという）、また碑文の神殿の建設を開始した。

## 墓の発見

石棺の蓋に描かれた絵

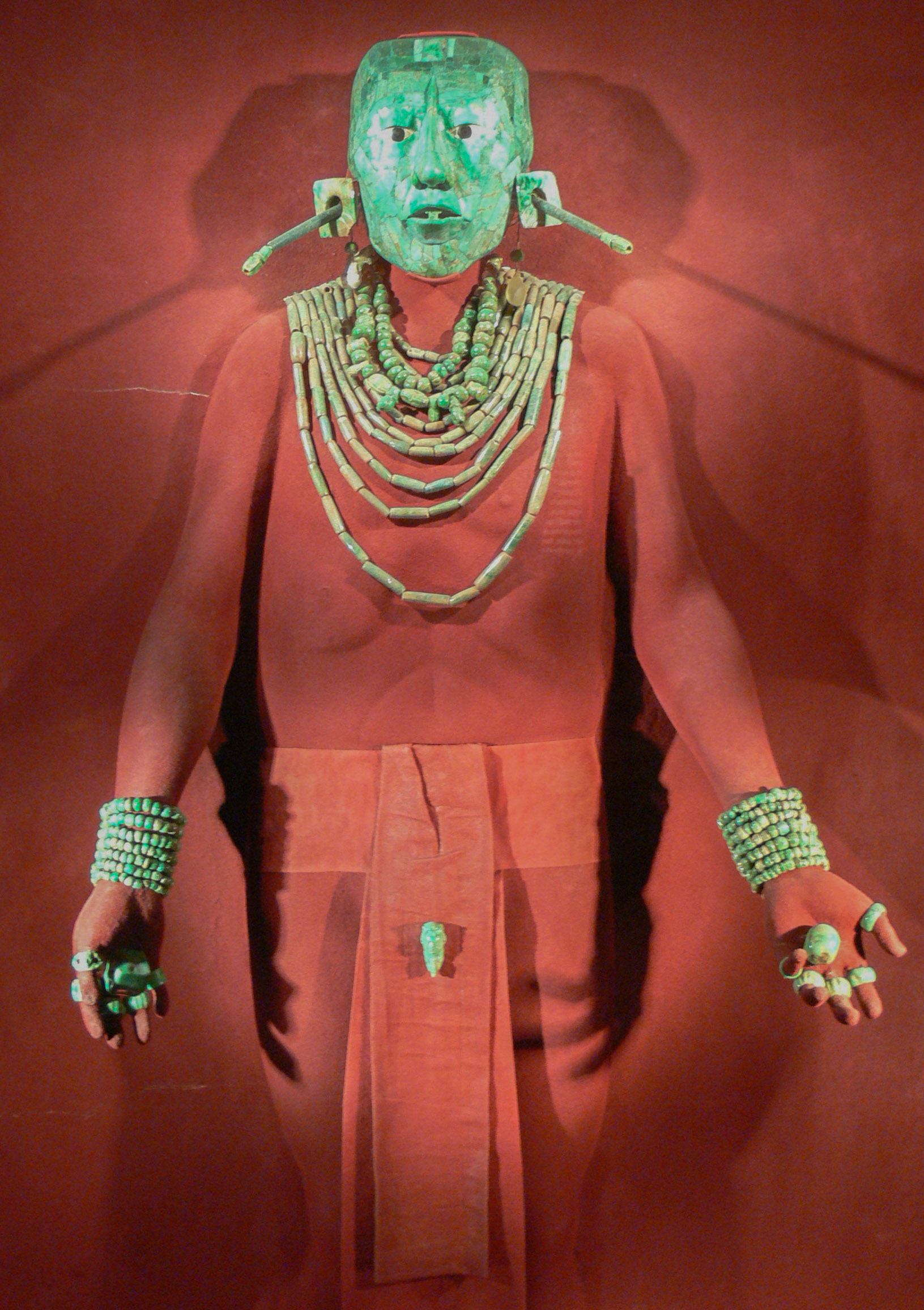
遺体を飾っていたヒスイ製品

メキシコの考古学者アルベルト・ルスがパレンケの碑文の神殿から下に通じる階段があることに気付き、1949年以降発掘を行った。1952年に王の墓室を発見した。墓室の中央には巨大な石棺があり、その蓋にはトウモロコシの神の扮装をした若いパカル王の絵が描かれ、縁にはパカル王とその先祖の没した日付が記されていた。遺体は大量のヒスイ製品で飾られ、ヒスイの仮面がかぶされていた。
ルスは石棺の蓋に書かれた誕生日のツォルキンによる日付から被葬者を「8アハウ」と呼んだ。1970年代にリンダ・シーリーとピーター・マシューズは碑文からパレンケ王朝史を解明し、王の名の文字に盾が使われていたので、盾を意味するパカルと呼んだ。フロイド・ラウンズベリーは名前が実際に表音的に「pa-ca-l(a)」と書かれていることを指摘した。
パカルの年齢を80歳とするシーリーらに対してルスは骨学的研究からありえないとして反対し、論争は1979年のルスの没後も長く続いたが、1952年当時は骨から年齢を得る手法が未発達であり、2006年の再調査によって67.5歳から90.7歳の間であると判断された。

## 妻子
パカルはおそらく626年にツァクブ・アハウと結婚し、後に王位を継承したキニチ・カン・バラム2世(635-702)とキニチ・カン・ホイ・チタム2世(644-711)のふたりの子が生まれた。カン・バラム2世は父親と同様に大規模な建築を行い、碑文の神殿を完成したほか、有名な十字グループを建設した。702年に即位したキニチ・カン・ホイ・チタム2世も建築事業を継続したが、711年に南のトニナに攻撃されて捕虜になった。